# Desa Karyasari (administrativ by i Indonesien, Jawa Barat, Kabupaten Karawang)
Desa Karyasari är en administrativ by i Indonesien.   Den ligger i kabupatenet Kabupaten Karawang och provinsen Jawa Barat, i den västra delen av landet, 50 km öster om huvudstaden Jakarta.